# ウィリアム・エドワード・ホワイト
ウィリアム・エドワード・ホワイト（William Edward White, 1860年10月- 1937年3月29日 ）は、アメリカ合衆国ラマー郡ミルナー出身のプロ野球選手（内野手）。ビル・ホワイト（Bill White）とも呼ばれる。投打の左右は不明。
アメリカ野球学会の研究により、メジャーリーグで最初にプレーしたアフリカ系アメリカ人である可能性が示唆されている。

## 経歴
ホワイトの球歴として分かっているのは、当時ロードアイランド州のブラウン大学に通う生徒で、大学のチームでプレーをしており、1879年6月21日にプロビデンス・グレイズの一塁手として1試合に出場、4打数で1安打、1得点を記録していることだけである。この時は負傷していたレギュラーのジョー・スタートの代わりとして出場し、翌日の試合には後の名選手であるジム・オルークにポジションを明け渡している。再びメジャーリーグでプレーしなかった理由は不明である。
2003年にアメリカ野球学会がホワイトの経歴に関する研究成果を公表したが、それによると彼の父アンドリュー・ジャクソン・ホワイトはジョージア州でプランテーションを所有しており、母ハンナ・ホワイトはそこで働いていた黒人奴隷だった。1870年の国勢調査にあるウィリアム・エドワード・ホワイトの名前に一致する人物は、当時母ハンナと一緒に暮らしていた9歳の混血の男の子だったという。一方で1900年代の国勢調査記録では、当時シカゴに移り住んでいたブラウンは「ロードアイランド州出身」で、そこでは彼は「黒人」とはされていなかった。前者がグレイズのホワイトと同一人物であるとすれば、ホワイトは1884年にメジャーリーグで1年間プレーしたアフリカ系アメリカ人選手、モーゼス・フリート・ウォーカーよりも5年早くメジャーリーグでプレーしていた選手ということになる。

## 詳細情報

### 年度別打撃成績
| 年 度     | 球 団     | 試 合 | 打 席 | 打 数 | 得 点 | 安 打 | 二 塁 打 | 三 塁 打 | 本 塁 打 | 塁 打 | 打 点 | 盗 塁 | 盗 塁 死 | 犠 打 | 犠 飛 | 四 球 | 敬 遠 | 死 球 | 三 振 | 併 殺 打 | 打 率 | 出 塁 率 | 長 打 率 | O P S |
| --------- | --------- | ----- | ----- | ----- | ----- | ----- | -------- | -------- | -------- | ----- | ----- | ----- | -------- | ----- | ----- | ----- | ----- | ----- | ----- | -------- | ----- | -------- | -------- | ----- |
| 1879      | PRO       | 1     | 4     | 4     | 1     | 1     | 0        | 0        | 0        | 1     | 0     | -     | -        | -     | -     | 0     | -     | -     | 1     | -        | .250  | .250     | .250     | .500  |
| 通算：1年 | 通算：1年 | 1     | 4     | 4     | 1     | 1     | 0        | 0        | 0        | 1     | 0     | -     | -        | -     | -     | 0     | -     | -     | 1     | -        | .250  | .250     | .250     | .500  |

- 「-」は記録なし。